# ハッピー (京都府宇治市の企業)
株式会社ハッピー（英: Happy Co., Ltd.）は、京都府宇治市に本社を置き、衣服の再生産サービス (言わば、高品質なクリーニング) 「ケアメンテ」を提供する企業である。

## 概要
1970年代に流体制御機器メーカーに技術職として従事していた橋本英夫が独立し、ドライクリーニング溶剤の浄油再生装置の開発に携わったことをきっかけに、1979年「ハッピークリーニング」の屋号でクリーニング事業を京都府宇治市で始めたのが起源である。
この頃に培った洗浄・仕上げ技術を引継ぐ形で2002年に株式会社ハッピーを設立し、従来の地域密着型・多店舗経営から、日本初のインターネットや宅配を利用した全国対応型・無店舗経営（ダイレクトマーケティング）に転換。同時に、低廉化競争が激化するクリーニング業における“シミや汚れが落ちない”“預り品の紛失”といった国民生活センター等に寄せられている消費者不満 を解消するために、衣服の再生産(ケアメンテ)サービスの提供を開始して現在に至る。サービスの依頼は、依頼品をハッピーへ発送もしくは後述する提携ショップへの持ち込み等により日本全国から受け付けている。
ハッピーの技術は、劣化した衣服を作り替えたり、リペアのようにパーツを取り替えるのではなく、新品のように蘇らせて本来の姿の状態・形態に戻す意味で自然循環型の「再生産」サービスとしている。また、これを「ケアメンテ®」として商標登録のうえ、クリーニングと一線を画したサービスと位置付けている。
2022年より新たな収益軸として、衣服再生産技術「ケアメンテ」を基盤としたフリーマーケットサービス「Happyサイフル」を開始。服飾産業における大量生産・大量廃棄を抑制し地球環境保護に貢献するとしている。

## 沿革
- 1975年 環境保全事業を目的に、ECCハシモト（ECCは「Environment Clean Corporationの略）を設立。石油メジャーのシェル社からの依頼により、ガソリンスタントで排出される洗車水などの再生循環装置を開発。その実績から翌年にシェル社から新たにドライクリーニング溶剤の再生装置の開発依頼を受け、溶剤を新液に再生しながら循環使用できる浄油再生装置を開発[7]。
- 1979年 株式会社京都産業を設立し、浄油再生装置のテストランニングのためのクリーニングプラントとして屋号「ハッピークリーニング」の営業を開始[8]。
- 1990年「アクアドライ」「リプロン」「サイジング」「シルエットプレス」などの洗浄仕上げ技術を確立して[9][10] 取次店を50店舗まで拡大[2][* 1]。
- 1995年 取次店システムから直営店システムへ切替[11]。
- 2000年 橋本英夫が松下電器産業（現・パナソニック）の家庭用洗濯機やアイロン開発に関与[12]。
- 2002年 株式会社京都産業から営業権移行して[13] 株式会社ハッピー設立[2]。直営店を全て閉鎖し[2][* 2]、ITシステムを活用した無店舗型全国宅配システムに切り替えて（業界初）、衣服を再生産する「ケアメンテ」サービスとして営業開始[13]。
- 2006年 独自の水洗浄技術、「無重力バランス洗浄」を開発[2]。
- 2022年 フリーマーケットサービス「Happyサイフル」を開始[1]。

## 業務提携先
上質・高額衣料品販売を増加させる取り組みとして、2007年に 「ダンヒル」と業務提携し銀座本店内にハッピー東京オフィスを開設（- 2011年）、その後、2008年に「西宮阪急百貨店」（- 2011年）、2009年からは「トゥモローランド」、2011年から「バーニーズ・ニューヨーク」（ - 2016年）、2011年から「西武百貨店 池袋本店」、2012年から「ユナイテッドアローズ」（ - 2023年）、2012年から「横浜髙島屋」、2013年から「あべのハルカス近鉄本店」、2013年から「新宿髙島屋」、2014年から「ビームス」、2019年から「KOMEHYO」などと業務提携している。

## ケアメンテ
創業者の橋本によると、ハッピーは独自の水系洗浄技術や仕上げ技術の強みを生かして衣服を汚損状態から再現・再生させる、または購入した時の美しい状態を数十年単位で維持させ、酸化・黄変して劣化したものを色彩・色調はそのままで新品時の状態・形態に戻すといった衣服の再生産サービスを「ケアメンテ」と称して提供していると言う。また同社公式サイトによれば、ケアメンテは従来のクリーニングとは一線を画した概念のもので、クリーニング業法の枠を越えた高度なものであるとしている。
その語源については、英語表記が「Carementeh」であり、「Care（ケア）：手入れ・配慮・気遣う」の意味と、「Mente（メンテ）：英語のmindと同様、ラテン語のmensを語源とした“心（魂）”」の意味、さらに、社名および創業者の頭文字である「h」を組み合わせてたものとしている。
同社の技術には、主に後述する「無重力バランス洗浄」にまつわり、日本で特許取得済のものが15件、海外でも数件ある他、出願中のものも多くある(2017年2月現在)。その他ケアメンテにまつわる商標も多く登録されている。
洗浄だけでなく、アイロンの技術により衣類のシルエットを再現する工程もある。
費用は通常のクリーニングと比較し、平均して10倍以上を要するが、リピート率は50%を越えると言う(2012年現在)。

### 水油系アクアドライ
ハッピーのコア技術であり、衣服等に含まれる油性汚れと水性汚れの同時処理により、後からシミ汚れや黄ばみが浮き出るのを防いで新品状態を維持する基本洗浄技術の総称である。単に「アクアドライ」と呼称する場合もある。衣服等を構成する繊維・デザイン・縫製・色彩や、着用状況・損傷状態・劣化状態に応じて、種類の違う洗浄剤や薬剤を使い分けており、個々の衣服に合わせて組み立てられるその洗浄方法は1,000通り以上に達する。この「水油系アクアドライ」は、後述の「無重力バランス洗浄」によって効能や作業効率が格段に向上したという。

### リプロン
衣服等に起きてしまったトラブルを解消すためにハッピーが独自開発した再生産技術の総称である。一般的なクリーニングの領域では対応が難しいとされる酸化した黄ばみやシミ汚れを除去する技術のほか、テカリ・毛玉・虫食い・縮みなどのトラブルに応じて20数種類のリプロンがあり、前記の基本洗浄「水油系アクアドライ」に加えて実施するという。

### サイジング技法「レシリアン」
水に浸けたときに生じる繊維の乱れ・伸縮・ダメージ（風合変化）等を復元することができるハッピー独自開発の繊維保護・再生技術である。この技術に用いるサイジング剤は、動物繊維や植物繊維といった繊維の種類、繊維の撚りの甘さや硬さ、デザインや質感などよって調合を変化させており、このサイジング技法「レシリアン」が施された衣類は、生地表面の摩擦抵抗が少なくなることから、後述の「シルエットプレス」による仕上がりの精度を高めることができるという。

### 無重力バランス洗浄
ハッピーのWebサイトによると、有機溶剤を使用しない水系洗浄に取り組んでおり、2005年にドライクリーニングと水洗いの各洗浄における二律背反を克服した水系洗浄「無重力バランス洗浄」 を開発し、2006年以降は国内及び海外19ヶ国で方法・装置特許を多段階層で取得している。また、ドイツのホーエンシュタイン研究所やNRW州立ニーダーライン大学の検証で高評価 を得ており、また溶剤を使わず水を使う洗浄法となっているため、環境保護にも貢献しているという。また、無重力バランス洗浄装置は、水で満たした洗濯ドラム槽内で、Sラインカーブ形状の内壁の回転により、ドラム槽内に水流を発生させる。このドラム槽内に発生する水流によって、ドラム槽に満たされた水に圧力位相差が生まれて、洗濯装置内に投入された衣類に水の圧力位相差と浮力が作用し、擬似無重力状態となる。水中で擬似無重力状態となった衣類は、ドラム槽の内壁に衝突することなく、ドラム槽の中で広がるようにして浮遊する。ドラム槽内で広がった衣類は、水と接触する表面積が広がると同時にSラインカーブによる水流によりやさしく洗浄されるため、界面活性剤が十分に繊維の中まで浸透して、高い洗浄効果が得られ、手洗いよりも優しい洗浄を実現した無重力バランス洗浄装置によって、水で洗うことが不可能とされてきました動物繊維や繊維素繊維などについても、繊維や生地を傷めることなく、シルエットを保ちながらキレイに洗うことができるという。

### ハッピー電子カルテシステム
顧客からの預り品の電子カルテを作成して全処理工程を情報化するための「ハッピー電子カルテシステム」を自社で開発・運用することに成功し、2002年の「ケアメンテ」事業開始時より導入を開始。以降改修を繰り返しながら、預り品の管理に留まらず、社内スタッフ技能力向上などの人材育成や、「ハッピー電子カルテシステム」に蓄積されたビッグデータからデータマイニングを用いることにより、広く一般消費者も利用可能なWebツールとの連携などの多彩な機能を有したサイバーフィジカルシステムへと進化を遂げているという 2012年の文献によればチェック項目は3000以上にのぼり、中小企業白書によれば、これにより広告宣伝費が八分の一となり、かつ営業利益は約5倍になったと言う。

## 公的機関による表彰やメディア紹介
京都府庁からは、2003年から2007年にかけて中小企業経営革新支援法や中小企業創造活動促進法の承認を受け、2008年に「知恵の経営」実践モデル企業として認証、2010年には「無重力バランス洗浄」が「2009年度京都中小企業技術大賞」で京都中小企業優秀企業賞を受賞。発明者である社長の橋本英夫が京都中小企業優秀技術者賞を受賞し、京都商工会議所からは2014年「第3回クリエイティブ産業モデル企業」に認定された。
日本生産性本部のサービス産業生産性協議会からは、2009年「ハイ・サービス日本300選」選出され、2016年に内閣総理大臣表彰「日本サービス大賞（第1回）」で優秀賞（SPRING賞）を受賞。
経済産業省による事例掲載や表彰は特に多く、中小企業庁「2010年度版 中小企業白書」「2016年度版 中小企業白書」に掲載されたほか、2013年「おもてなし経営企業選」で『おもてなし経営実践企業』に選定、「中小企業ＩＴ経営力大賞2013」では『大賞（経済産業大臣賞）』などを受賞している。
詳しい受賞歴等については、ハッピーのWebサイトの「認定・受賞一覧」を参照。
ハッピーのWebサイトによれば、メディアでの紹介も多く、日本経済新聞などの全国誌や地元の京都新聞などをはじめ、各種ファッション情報誌のほか、テレビ東京『日経スペシャル カンブリア宮殿』（2011年）やNHK『ビジネス新伝説 ルソンの壺』（2007年）など、テレビ情報番組でも多数紹介されている。

## テレビ番組
- 日経スペシャル カンブリア宮殿 クリーニング界の革命児が吼える 業界と決別して"未開拓市場"で勝負せよ！（2011年9月29日、テレビ東京）[35]

## 書籍

### 関連書籍
創業者・現代表(2017年2月現在)の橋本英夫は著述家として、自社出版を含む複数の書籍を著しており、講演会など も行っている。
- 『クリーニング 深・進化論 クリーニングと家庭洗濯は共存できる』（著者:橋本英夫）（1998年2月10日、日本図書刊行会/近代文芸社）ISBN 9784890398218
- 『クリーニング店の秘密 2人に1人の消費者に「不満！」と言われる』（著者:橋本英夫）（2004年6月7日、東邦出版）ISBN 9784809403774
- 『小さな会社の負けない発想』（著者:橋本英夫）（2006年9月9日、致知出版社）ISBN 9784884747534
- 『サービス業の底力 イノベーション・モデルで理解する』（著者:橋本英夫）（2008年12月11日、ダイヤモンド社）ISBN 9784478007396
- 『「捨てない」生き方 着だおれ京都からの発信』（著者:橋本英夫）（2011年3月3日、ダイヤモンド社）ISBN 9784478015902
- 『サービス生産性向上への道 着だおれ京都から発信』（著者:橋本英夫）（2015年9月1日、イーブックカフェ京都）ISBN 978-4904505274
- 『「おもてなし IoT」が日本経済を元気にする サービスイノベーションが開くGDP600兆円への道筋』（著者:橋本英夫）（2016年12月20日、ハッピー）ISBN 9784904505298

ほか